# Gaspard Abdon De la Soie
 (août 2025).
Motif : manque de sources secondaires centrées
- Archive Wikiwix
- Bing
- Cairn
- DuckDuckGo
- E. Universalis
- Gallica
- Google
- G. Books
- G. News
- G. Scholar
- Persée
- Qwant
- (zh) Baidu
- (ru) Yandex
- (wd) trouver des œuvres sur Wikidata

| 1. | Préciser le motif de la pose du bandeau. | Précisez le motif de la pose du bandeau en utilisant la syntaxe suivante : {{admissibilité à vérifier\|date=août 2025\|motif=remplacez ce texte par le motif}}                                |
| 2. | Informer les utilisateurs concernés.     | Pensez à avertir le créateur de l'article, par exemple, en insérant le code ci-dessous sur sa page de discussion : {{subst:avertissement admissibilité à vérifier\|Gaspard Abdon De la Soie}} |

Gaspard Abdon De la Soie (ou Gaspard Abdon Delasoie)  est un botaniste suisse, né en 1818 et mort en 1877.

## Biographie
Chanoine de la Congrégation du Grand-Saint-Bernard, il fut le deuxième président de la Société murithienne du Valais. Ses travaux vont de la géographie et biogéographie à la géologie et la botanique.
On lui doit notamment l'étude de rosiers hybrides.
Il fut curé de Bovernier de 1865 à sa mort.

## Postérité
Les archives de Gaspard Abdon De la Soie sont conservées avec les archives du Grand-Saint-Bernard à l'abbaye de Saint-Maurice.